# Miklós Radnóti
Dans le nom hongrois Radnóti Miklós, le nom de famille précède le prénom, mais cet article utilise l’ordre habituel en français Miklós Radnóti, où le prénom précède le nom.

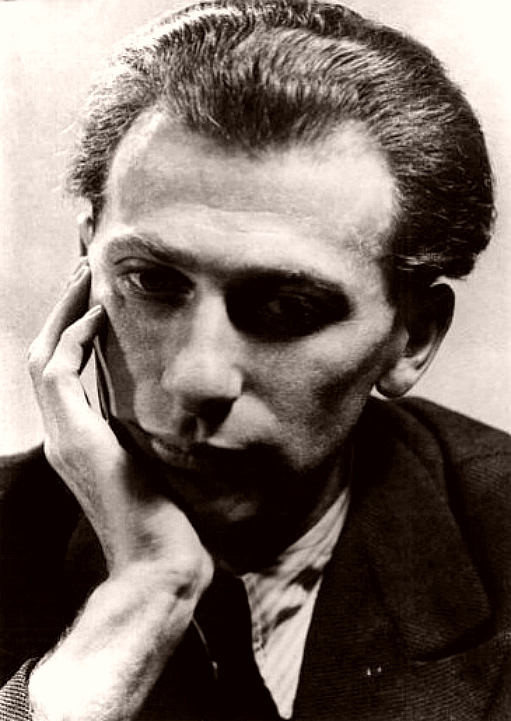
Miklós Radnóti c. 1935

Miklós Radnóti, né le 5 mai 1909 à Budapest et mort le 4 ou le 9 novembre 1944 près d'Abda (Győr-Moson-Sopron), est l’un des plus célèbres poètes hongrois.

## Biographie
Sa mère et son frère jumeau meurent à sa naissance, expérience traumatique qu'il retrace dans son récit autobiographique de 1939, Ikrek Hava. Napló a gyerekkorról (Le mois des Gémeaux. Journal de l'enfance). Il perd son père à l’âge de douze ans.
Issu d’une famille d’intellectuels, il entre à la faculté de lettres de Szeged et obtient un diplôme de hongrois et de français. Mais ses origines juives et ses idées progressistes lui interdisent un poste. Il donne donc des leçons particulières et accomplit des travaux littéraires tels que des traductions des Fables de La Fontaine, de poèmes d’Apollinaire, de Francis Jammes et autres poètes français, allemands et anglais, ainsi que de la poésie latine, en particulier Virgile.
Lancé sur le chemin de l’exploration des villages, il entretient des liens avec le parti communiste illégal sans jamais y appartenir.
En 1930, il publie son premier recueil Pogány köszöntő (Salut du païen). Son second recueil Újmódi pásztorok éneke (Chanson des nouveaux bergers), de genre lyrique et bucolique, lui vaut un procès en 1931 pour obscénité et atteinte à la religion à la suite duquel il est condamné à huit jours de prison, assortis ensuite de sursis en appel.
Sa poésie se tourne vers le mouvement ouvrier et la sociologie rurale. Il se rapproche du groupe littéraire des « urbains », et publie des poèmes dans la revue dirigée par Attila József, Szép Szó. C'est un antifasciste convaincu. Il est notamment loué pour son recueil de 1936, Járkálj csak, halálraítélt! (Marche, condamné à mort !) pour lequel il gagne le prix Baumgarten. Son poème Füttyel oszlik a béke (La paix se disperse à coups de sifflet) retrace l’ombre du plumet de la police hongroise. Conscrit au Service du Travail des Juifs, il est fusillé par les SS lors de leur retraite, le 4 ou le 9 novembre 1944, ses derniers poèmes en poche. On les exhumera avec son cadavre en 1946, et ils seront publiés cette même année sous le titre Tajtékos ég (Ciel nuageux).
Miklós Radnóti s'est tourné vers le catholicisme dès ses années d'université, où il a étudié sous la direction du poète catholique Sándor Sík. Sa conversion tardive, en 1943, est motivée par une longue quête du Christ.
Il a notamment traduit en hongrois les poèmes de Guillaume Apollinaire et de Jean de La Fontaine.

## Œuvres
- Éloge païen, 1930.
- Chant des pasteurs à la mode nouvelle, 1931.
- Le Vent convalescent, 1933.
- Nouvelle lune, 1935.
- Avance, condamné à mort !, 1936.
- Route abrupte, 1938.
- Le Mois des Gémeaux, 1940.
- Ciel écumeux, 1946, publication posthume[10].